# 德鲁埃特河畔德鲁
德鲁埃特河畔德鲁（法語：Droue-sur-Drouette，法語發音：[dʁu syʁ dʁuɛt]）是法国厄尔-卢瓦省的一个市镇，位于该省东部，属于沙特尔区。

## 地理
德鲁埃特河畔德鲁（48°36'4"N, 1°42'6"E）面积5.26 平方千米，位于法国中央-卢瓦尔河谷大区厄尔-卢瓦省，该省份为法国北部内陆省份，北起顺时针与厄尔省、伊夫林省、埃松省、卢瓦雷省、卢瓦-谢尔省、萨尔特省和奧恩省接壤。
与德鲁埃特河畔德鲁接壤的市镇（或旧市镇、城区）包括：埃芒塞、圣伊拉里永。
德鲁埃特河畔德鲁的时区为UTC+01:00、UTC+02:00（夏令时）。

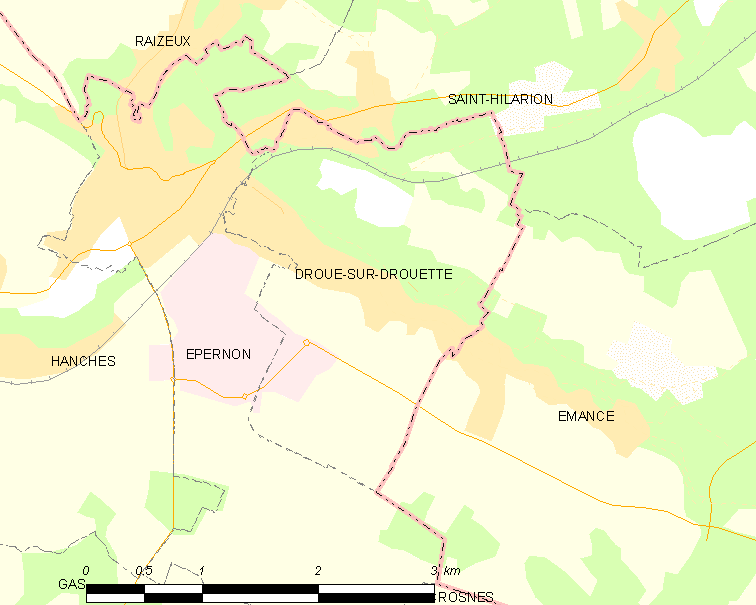
德鲁埃特河畔德鲁的OSM定位图

## 行政
德鲁埃特河畔德鲁的邮政编码为28230，INSEE市镇编码为28135。

## 政治
德鲁埃特河畔德鲁所属的省级选区为埃佩尔农县。

## 人口

1962-2008年间德鲁埃特河畔德鲁人口变化图示

德鲁埃特河畔德鲁于2022年1月1日时的人口数量为1204人。